# 保羅·彼特尼
保羅·班特尼（英語：Paul Bettany，1971年5月27日—）是一名英國演員，早年作品多是舞台劇，後因在漫威電影宇宙中聲演賈維斯和飾演幻視而知名度大增。

## 生平

### 早年
1971年5月27日，保羅於倫敦出世。其父親Thane是一位戲劇教師、演員及舞蹈員，而其母Anne Kettle曾是一個教師。早年的保羅對任何事都沒多大的野心，他討厭上學，不過他喜愛音樂，並自學吉他。保羅9歲時舉家遷往小鎮居住。
1987年是保羅人生的一個轉捩點。保羅8歲的弟弟馬修與朋友爬涼亭時，從高處墜下致腦幹死亡，保羅的父母唯有忍痛將維生器關掉，此事對保羅的打擊很大。這事發生不久後，保羅離開家庭，獨自搬到倫敦生活，他只靠在街上彈吉他賺錢過活。兩年後，他於老人院找到一份新工作：為死去的老人清潔屍體。
到了19歲，保羅決定要當一個演員，並於中央聖馬丁藝術與設計學院學習演戲。

### 早年演藝生涯
1994年，保羅作出他首次舞台劇演出，那是由斯蒂芬·達爾德里執導的《An Inspector Calls》。後來他亦演出皇家莎士比亞劇團（Royal Shakespeare Company）的作品《理查三世》、《羅密歐與茱麗葉》及《凱撒大帝》，而他在《凱撒大帝》的演出，更讓他被提名Charleson Award。
這段期間，保羅亦有演出一些電視劇集。他與肖恩·賓拍完劇集《Sharpe's Waterloo》後，在《生命中不能承受之情》（Bent）中扮演一名納粹軍官，這亦是他第一次在電影中演出。後來，他一直活躍於舞台劇及電視劇。於1997年，保羅在Royal Court Theatre作了他最後的舞台劇演出：《One More Wasted Year》及《Stranger's House》。

### 電影生涯
自演出《生命中不能承受之情》後，保羅一直也有電影的演出。保羅在《天王流氓》（Gangster No.1）第一次演男主角，而他的演出備受肯定，獲得英國獨立電影獎提名最佳男主角及London Critics Circle提名最佳新人獎。
2001年，保羅更演出他首部好萊塢電影《騎士風雲錄》（A Knight's Tale）。《幕後嫌疑犯》金像編劇拜仁·希格倫計劃拍攝《The Sin Eater》（後來的《The Order》），保羅的試鏡片段令他留下深刻的印象，而他後來亦決定先拍《騎士風雲錄》。雖然電影公司不太希望起用保羅，但希格倫堅持要起用保羅，而戲中喬叟一角更是為保羅特別而寫，而《騎士風雲錄》成為保羅第一部好萊塢電影，更使他贏得London Critics Circle最佳男配角。
希格倫後來將保羅的試鏡片段示於很多的同行，包括朗·侯活。朗·侯活在《美麗境界》中起用了保羅飾演男主角的好朋友。在拍攝《美麗境界》期間，保羅更認識了好友羅素·高爾及未來妻子珍妮佛·康納利。完成《美麗境界》後，保羅被邀請演出《沈默的赤龍》（Red Dragon）中的變態殺人狂，但他沒有接受。相反，他接受了好友Stellan Skarsgård的邀請，到瑞典與妮歌·潔曼拍攝拉斯·馮·提爾的《人間狗鎮》（Dogville）。之後保羅再次與羅素．高爾合作，拍攝彼得·威爾的《軍天勇將：戰海豪情》。保羅的演出亦令他獲得他第一個英國學院獎的提名，還有London Critics Circle和Evening Standard的提名。2004年，保羅和另外13名演員共獲邀加入美國電影藝術與科學學會。2006年，保羅有份演出《達文西密碼》，飾演Silas。
2008年起，保羅開始參與漫威影業的電影的合作計畫，先是從「鋼鐵人」東尼·史塔克的人工智慧電腦兼虛擬管家「賈維斯」擔任配音工作，只獻聲不現身，包括2008年的《鋼鐵人》、2010年的《鋼鐵人2》、2012年的《復仇者聯盟》、2013年的《鋼鐵人3》，在2015年《復仇者聯盟2：奧創紀元》中除了擔任「賈維斯」的專屬配音外，因劇情走向也飾演漫威漫畫角色「幻視」，這也是保羅在漫威電影宇宙系列電影中，首度正式現身，2016年在《美國隊長3：英雄內戰》中繼續飾演幻視。

### 私人生活
保羅早年曾沈淪毒海，直至有一次，他一個患糖尿病的朋友到他家探訪時突然暈倒，保羅因滿屋毒品而沒有召救護車，而嘗試自己救他朋友：他找到一支他估計是胰島素後，替其友注射，幸而所注射的的確是胰島素。從此，保羅決心戒毒。
他拍攝電影劇Coming Home時認識了艾米莉·莫迪默，更交往了一段日子。在拍《騎士風雲錄》時，亦和戲中演員蘿拉·佛萊瑟（Laura Fraser）短暫交往過。
2001年，拍攝《美丽心灵》（A Beautiful Mind）時，認識了珍妮佛·康納莉，但兩人一年後才正式交往，並於2003年1月1日在蘇格蘭結婚。其後，保羅搬往美國紐約與妻子及繼子Kai居住，而二人的兒子Stellan亦於同年出世，2011年女兒出生。

## 演出作品

### 舞台劇
- 《仲夏夜之夢》 A Midsummer Night Dream
- 《不可兒戲》 The Importance of being Earnest
- You Never Can Tell
- Hunger and Thirst
- Filumena Marturano
- An Inspector Calls
- 《理查三世》 Richard III
- 《羅密歐與茱麗葉》 Romeo and Juliet
- 《朱利葉斯·凱撒》 Julius Cesaer
- Stranger's House
- One More Wasted Year
- Love and Understanding

### 電影作品
- 《生命中不能承受之情》 Bent (1997)
- The Land Girls (1998)
- After the Rain (1998)
- 《天王流氓》 Gangster No.1 (2000)
- The Suicide Club (2000)
- Kiss Kiss (Bang Bang) (2000)
- Dead Babies (2000)
- 《騎士風雲錄》 A Knight's Tale (2001)
- 《美麗境界》 A Beautiful Mind (2001)
- Heart of Mine (2002)
- Euston Road (2002)
- 《厄夜變奏曲》 Dogville (2003)
- 《怒海爭鋒：極地征伐》 Master and Commander: The Far Side of the World (2003)
- 《沉默之罪》 The Reckoning(2004)
- 《網住愛情》 Wimbledon (2004)
- 《鬼牌殺手》 Death Cards (2006)
- 《防火牆》 Firewall (2006)
- 《達文西密碼 (電影)》 Da Vinci Code (2006)
- 《慾火交叉點》 Broken Lines (2008)
- 《鋼鐵人》Iron Man (2008)『配音』
- 《蜂蜜罐上的聖瑪莉》 The Secret Life of Bees (2008)
- 《墨水心》 Inkheart
- 《宮廷眷戀－維多利亞與阿爾拔親王》 The Young Victoria (2009)
- 《愛，進化》 Creation (2009)
- 《暗黑天使》 Legion (2010)
- 《鋼鐵人2》 Iron Man 2 (2010)『配音』
- 《色遇》 The Tourist(2010)
- 《獵魔教士》 Priest (2011)
- 《黑心交易員的告白》Margin Call (2011)
- 《復仇者聯盟》 Marvel's The Avengers  (2012)『配音』
- 《罪後正義》Blood (2012)
- 《鋼鐵人3》 Iron Man 3 (2013)『配音』
- 《全面進化》Transcendence (2014)
- 《心靈庇護》Shelter (2014)『導演/劇作家』
- 《神鬼大盜》Mortdecai (2015)
- 《復仇者聯盟2：奧創紀元》Avengers: Age of Ultron (2015)-幻視
- 《美國隊長3：英雄內戰》Captain America: Civil War (2016)-幻視
- 《決戰最前線》Journey's End (2017)
- 《復仇者聯盟3：無限之戰》Avengers: Infinity War (2018)-幻視
- 《星際大戰外傳：韓索羅》Solo: A Star Wars Story (2018)
- Uncle Frank (2020)
- 《这里》Here (2024)

### 電視作品
- Wycliffe and the Pea-Green Boat (1994)
- The Bill 12.155: "The Right Thing" (1996)
- Sharpe's Waterloo (1997)
- Coming Home (1998)
- Killer Net (1998)
- Every Woman Knows a Secret (1999)
- David Copperfield (2000)
- 《緝凶：飛機炸彈客》 Manhunt: Unabomber (2017)
- 《汪達幻視》 WandaVision (2021)-幻視（Vision）
- 《無限可能：假如…？》What If...? 第一季（2021）-幻視（Vision）：動畫劇集，配音演出

## 外部連結
- 保羅·彼特尼的Facebook專頁
- 保羅·彼特尼的Instagram帳戶
- 保羅·彼特尼在互联网电影资料库（IMDb）上的資料（英文）